# Bechir Sahbani
Bechir Sahbani (Tunisi, 22 ottobre 1972) è un ex calciatore tunisino, di ruolo difensore.

## Carriera

### Club
Ha sempre giocato nel campionato tunisino.

### Nazionale
Con la maglia della Nazionale ha collezionato 26 presenze.